# Покръстване на помаците (1912 – 1913)
Покръстването на помаците от 1912 и 1913 година, известно още като Кръстилката, е масово покръстване на помаците от Родопите, Западна Тракия и Източна Македония, извършено под ръководството на Българската православна църква (БПЦ) в края на 1912 година и в първите месеци на 1913 година.
Започнато в разгара на Балканската война, то цели „приобщаване“ на помаците към останалите българи чрез приемането на християнството. Мерките са определени като „принудителни“ от участниците в Карнегиевата анкета. Покръстени са общо около 200 000 души.
Акцията се провежда със знанието и субсидията на правителството на Иван Евстратиев Гешов, но при съпротивата на военните власти, особено до навечерието на Междусъюзническата война. На много места по заповед на Главното командване на армията покръстителните мисии са възпрепятствани от местните военни власти, както и от някои войводи на ВМОРО като Гоце Междуречки. Четите на други войводи на бившите ВМОРО и ВМОК пък, като тези на Христо Чернопеев, Тане Николов, Иван Ботушанов, съдействат на покръстителната акция.
Насилието поражда съпротива и въпреки вложените усилия, резултатите от покръстителната акция са нетрайни, като още в началото на 1914 година значителна част от новопокръстените се връщат към открито изповядване на исляма.
Десетилетия наред дейци на Българската православна църква защитават покръстването, но през 1934 година Светият синод определя тези насилствени действия като „черно петно за светата ни църква“. Въпреки това през 1939 година пловдивският митрополит Кирил предлага нов план за принудително покръстване на помаците, който остава нереализиран.